# Fraserganj
Fraserganj är en ö i Indien.   Den ligger i delstaten Västbengalen, i den östra delen av landet, 1 400 km sydost om huvudstaden New Delhi.